# Tamara's Open Partij
Tamara's Open Partij (TOP) was een Nederlandse politieke partij. De partij werd in 2006 opgericht door Tamara Bergfeld. Tamara's Open Partij nam deel aan de Tweede Kamerverkiezingen van 2006. 
TOP beoogde iedereen rechtstreeks een inbreng te geven in het programma en de stem van de partij. Door middel van het 'Verkiezings ABC', een soort van verkiezingsprogramma, probeerde de partij duidelijk te maken waar ze voor stond. Het ABC was samengesteld door Bergfeld met inbreng van 'mensen uit het hele land'. De thema's armoede en discriminatie stonden centraal in het gedachtegoed van de partij.
Bij de verkiezingen van 2006 was Bergfeld de lijsttrekker en enige kandidaat op de lijst. De partij kwam enkel uit in de kieskring Haarlem en haalde 114 stemmen, ruimschoots te weinig voor een zetel.